# Leichtathletik-Weltmeisterschaften 2019/400 m der Frauen

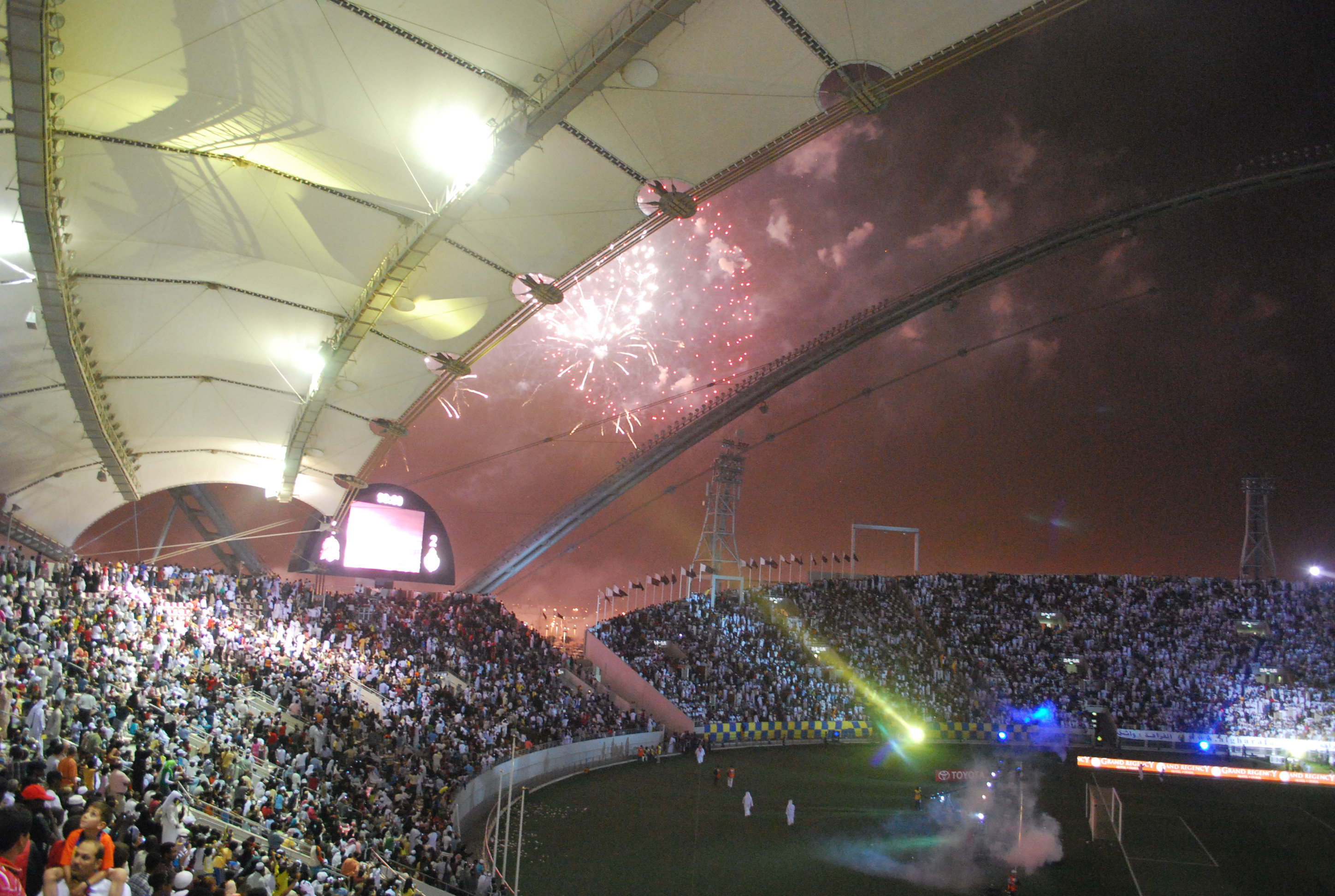
Das Khalifa International Stadium
während des Emir Cups im Jahr 2009

Der 400-Meter-Lauf der Frauen bei den Leichtathletik-Weltmeisterschaften 2019 fand am 30. September, 1. und 3. Oktober 2019 im Khalifa International Stadium der katarischen Hauptstadt Doha statt.
48 Athletinnen aus 32 Ländern nahmen an dem Lauf teil.
Es gewann die Vizeweltmeisterin von 2017 und vierfache Asienmeisterin von 2019 (200 Meter / 400 Meter / 4 × 400 Meter / 4 × 400 Meter Mixed) Salwa Eid Naser aus Bahrain. Mit der 4-mal-100-Meter-Staffel ihres Landes war sie 2019 Vizeasienmeisterin geworden und hier in Doha hatte sie mit der 4-mal-400-Meter-Mixed-Staffel ihres Landes vier Tage zuvor Bronze gewonnen.
Zweite wurde die aktuelle Olympiasiegerin und Vizeweltmeisterin von 2015 Shaunae Miller-Uibo aus Bahamas. Sie hatte 2017 außerdem WM-Bronze über 200 Meter gewonnen.
Rang drei belegte die Jamaikanerin Shericka Jackson, die bei den Olympischen Spielen 2016 und den Weltmeisterschaften 2015 jeweils Bronze gewonnen hatte. Mit der 4-mal-400-Meter-Staffel ihres Landes war sie 2015 Weltmeisterin geworden und mit der 4-mal-100-Meter-Staffel hatte sie 2016 Olympiasilber errungen. Auch hier in Doha war sie als Mitglied zweier Staffeln erfolgreich: 4 × 100 Meter – Gold / 4 × 400 Meter – Bronze.

## Rekorde
Vor dem Wettbewerb galten folgende Rekorde:
| Weltrekord | Marita Koch           | 47,60 s | Canberra, Australien     | 6. Oktober 1985 |
| WM-Rekord  | Jarmila Kratochvílová | 47,99 s | WM in Helsinki, Finnland | 10. August 1983 |

Der bereits bei den ersten Weltmeisterschaften 1983 aufgestellte WM-Rekord wurde auch bei diesen Weltmeisterschaften nicht erreicht.
Es gab eine Weltjahresbestleistung und zwei Kontinentalrekorde:
- Weltjahresbestleistung:
  - 48,14 s – Salwa Eid Naser (Bahrain), Finale am 3. Oktober
- Kontinentalrekorde:
  - 48,14 s (Asienrekord) – Salwa Eid Naser (Bahrain), Finale am 3. Oktober
  - 48,37 s (Südamerikarekord) – Shaunae Miller-Uibo (Bahamas), Finale am 3. Oktober

## Vorläufe
Aus den sechs Vorläufen qualifizierten sich die jeweils drei Ersten jedes Laufes – hellblau unterlegt – und zusätzlich die sechs Zeitschnellsten – hellgrün unterlegt – für das Halbfinale.

### Lauf 1

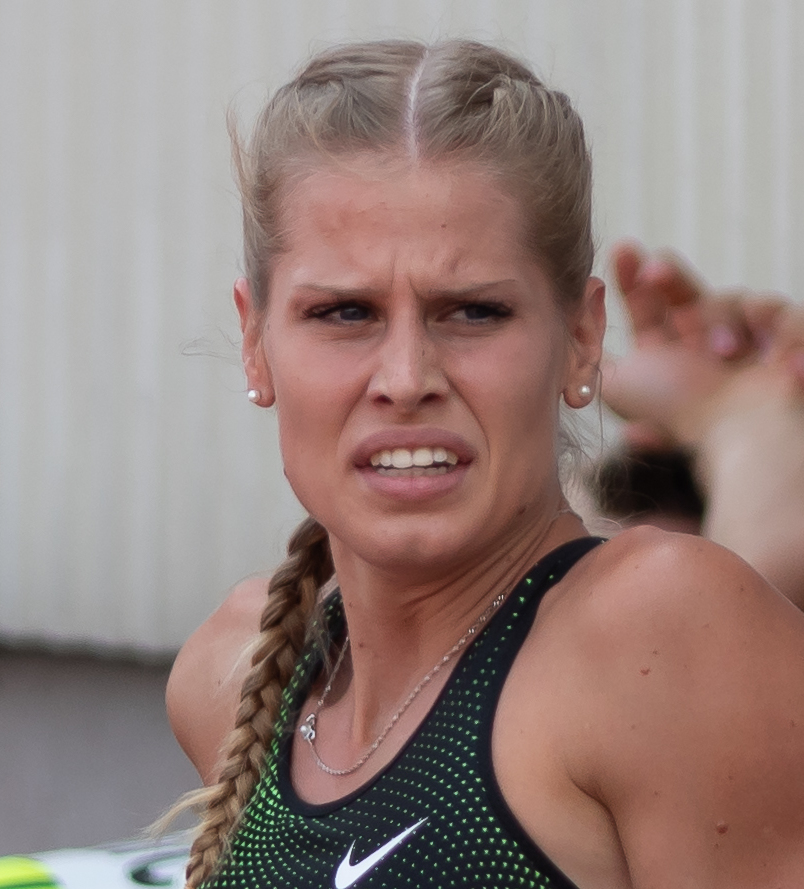
Anita Horvat – ausgeschieden als Vierte in 52,73 s
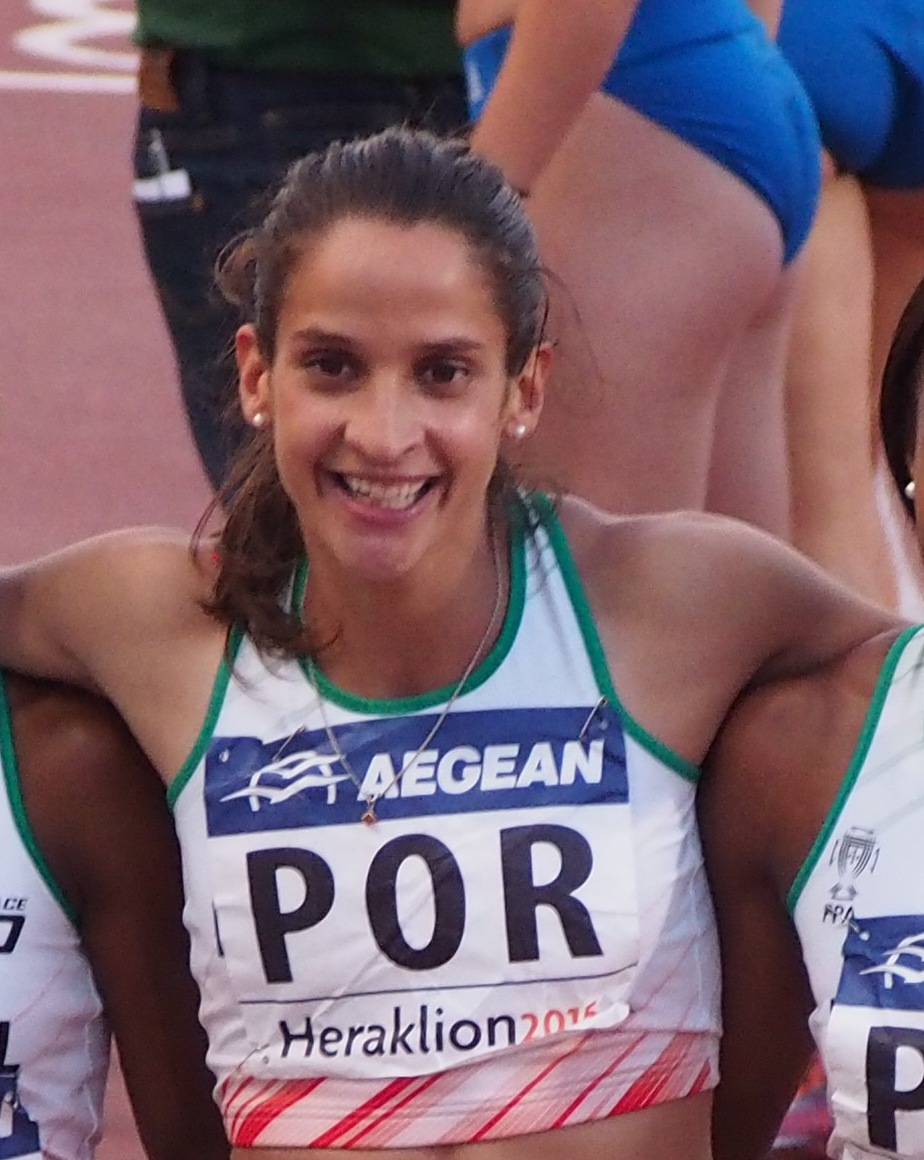
Cátia Azevedo – ausgeschieden als Fünfte in 52,79 s

30. September 2019, 18:20 Uhr Ortszeit (17:20 Uhr MESZ)
| Platz | Bahn | Athletin                     | Land       | Zeit    |
| ----- | ---- | ---------------------------- | ---------- | ------- |
| 1     | 2    | Phyllis Francis              | USA        | 50,77 s |
| 2     | 4    | Sada Williams                | Barbados   | 52,14 s |
| 3     | 3    | Lada Vondrová                | Tschechien | 52,23 s |
| 4     | 7    | Anita Horvat                 | Slowenien  | 52,73 s |
| 5     | 6    | Cátia Azevedo                | Portugal   | 52,79 s |
| 6     | 8    | Christine Botlogetswe        | Botswana   | 53,27 s |
| 7     | 5    | Hellen Syombua               | Kenia      | 57,07 s |
|       | 9    | Ingrid Yahocza Narváez Solis | Nicaragua  | DSQ V1  |

### Lauf 2

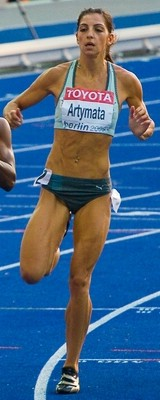
Eleni Artymata – ausgeschieden als Siebte in 51,90 s

30. September 2019, 18:28 Uhr Ortszeit (17:28 Uhr MESZ)
| Platz | Bahn | Athletin             | Land                        | Zeit       |
| ----- | ---- | -------------------- | --------------------------- | ---------- |
| 1     | 3    | Wadeline Jonathas    | USA                         | 50,57 s    |
| 2     | 8    | Shericka Jackson     | Jamaika                     | 51,13 s    |
| 3     | 6    | Bendere Oboya        | Australien                  | 51,21 s PB |
| 4     | 7    | Lisanne de Witte     | Niederlande                 | 51,31 s    |
| 5     | 9    | Emily Diamond        | Großbritannien              | 51,66 s SB |
| 6     | 5    | Patience Okon George | Nigeria                     | 51,77 s    |
| 7     | 4    | Eleni Artymata       | Zypern                      | 51,90 s    |
| 8     | 2    | Aljona Mamina        | Authorised Neutral Athletes | 52,15 s    |

### Lauf 3

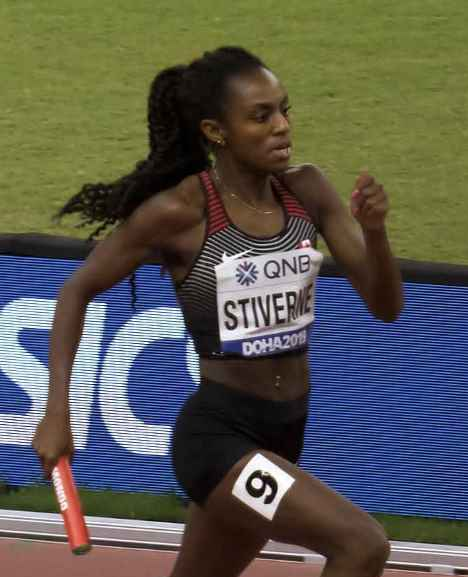
Aiyanna-Brigitte Stiverne – ausgeschieden als Fünfte in 52,03 s

30. September 2019, 18:36 Uhr Ortszeit (17:36 Uhr MESZ)
| Platz | Bahn | Athletin                 | Land           | Zeit       |
| ----- | ---- | ------------------------ | -------------- | ---------- |
| 1     | 9    | Shakima Wimbley          | USA            | 51,17 s    |
| 2     | 8    | Iga Baumgart-Witan       | Polen          | 51,34 s    |
| 3     | 2    | Laviai Nielsen           | Großbritannien | 51,52 s    |
| 4     | 7    | Tiffani Marinho          | Brasilien      | 51,96 s    |
| 5     | 6    | Aiyanna Stiverne         | Kanada         | 52,03 s    |
| 6     | 3    | Leni Shida               | Uganda         | 52,22 s    |
| 7     | 5    | Maria Benedicta Chigbolu | Italien        | 52,63 s    |
| 8     | 4    | Janet Richard            | Malta          | 54,33 s PB |

### Lauf 4

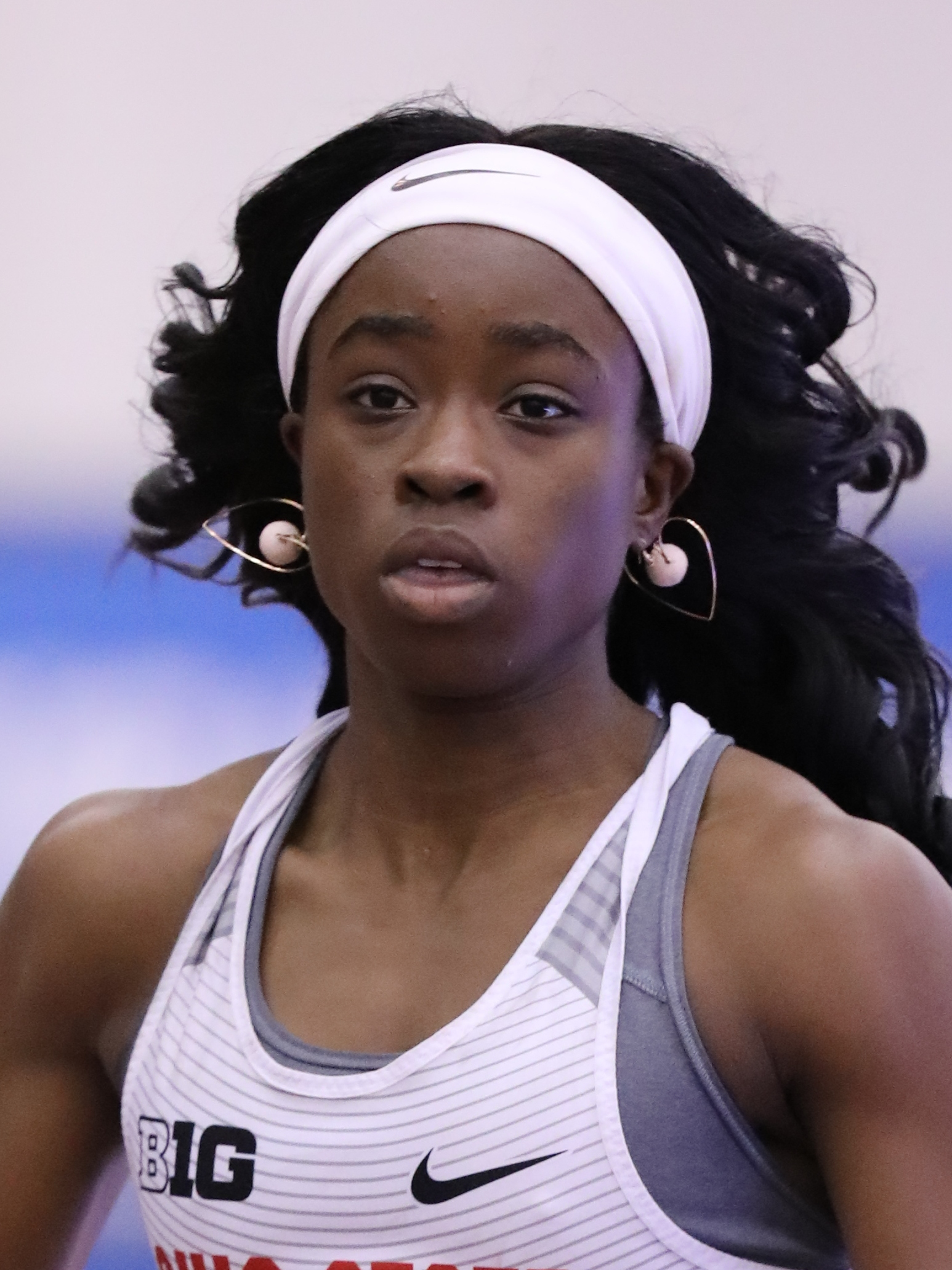
Maggie Barrie – ausgeschieden als Siebte in 52,16 s

30. September 2019, 18:44 Uhr Ortszeit (17:44 Uhr MESZ)
| Platz | Bahn | Athletin                | Land         | Zeit       |
| ----- | ---- | ----------------------- | ------------ | ---------- |
| 1     | 2    | Galefele Moroko         | Botswana     | 50,59 s PB |
| 2     | 3    | Stephenie Ann McPherson | Jamaika      | 51,21 s    |
| 3     | 5    | Favour Ofili            | Nigeria      | 51,51 s PB |
| 4     | 7    | Aliyah Abrams           | Guyana       | 51,73 s    |
| 5     | 8    | Kendall Ellis           | USA          | 51,82 s    |
| 6     | 9    | Roxana Gómez            | Kuba         | 51,85 s    |
| 7     | 6    | Maggie Barrie           | Sierra Leone | 52,16 s SB |
| 8     | 4    | Gabriella O’Grady       | Australien   | 54,99 s    |

### Lauf 5
30. September 2019, 18:52 Uhr Ortszeit (17:52 Uhr MESZ)
| Platz | Bahn | Athletin            | Land                        | Zeit        |
| ----- | ---- | ------------------- | --------------------------- | ----------- |
| 1     | 5    | Shaunae Miller-Uibo | Bahamas                     | 051,30 s    |
| 2     | 6    | Déborah Sananes     | Frankreich                  | 051,76 s    |
| 3     | 8    | Mary Moraa          | Kenia                       | 051,85 s    |
| 4     | 2    | Polina Miller       | Authorised Neutral Athletes | 051,96 s    |
| 5     | 4    | Anna Kiełbasińska   | Polen                       | 052,25 s    |
| 6     | 7    | Anastasia Le-Roy    | Jamaika                     | 052,26 s    |
| 7     | 9    | Irini Vasiliou      | Griechenland                | 052,31 s    |
| 8     | 3    | Kenza Sosse         | Katar                       | 1:06,76 min |

Im fünften Vorlauf ausgeschiedene Sprinterinnen:

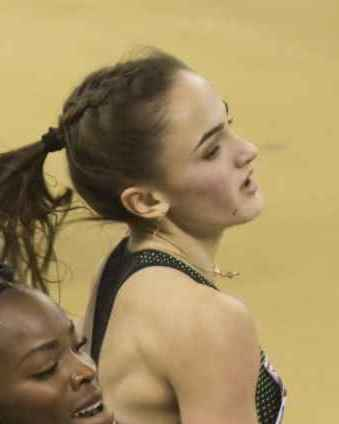
Polina Miller Rang vier in 51,96 s
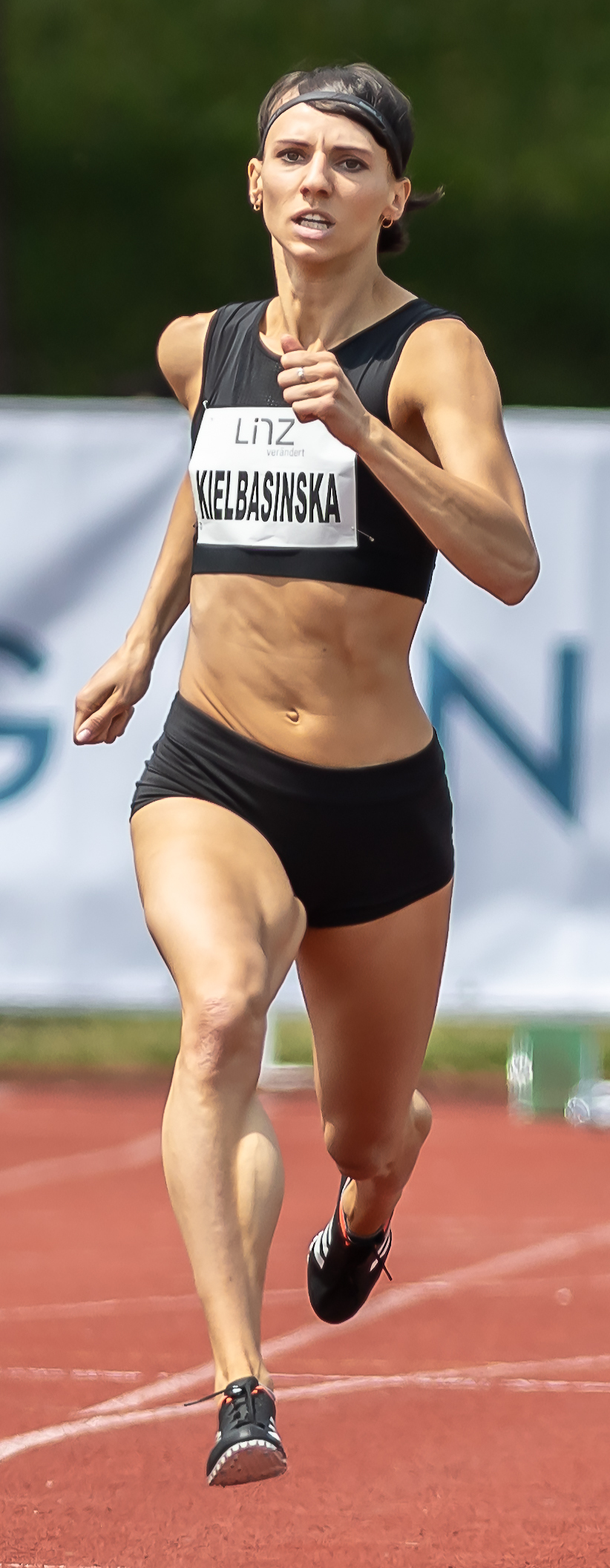
Anna Kiełbasińska Rang fünf in 52,25 s
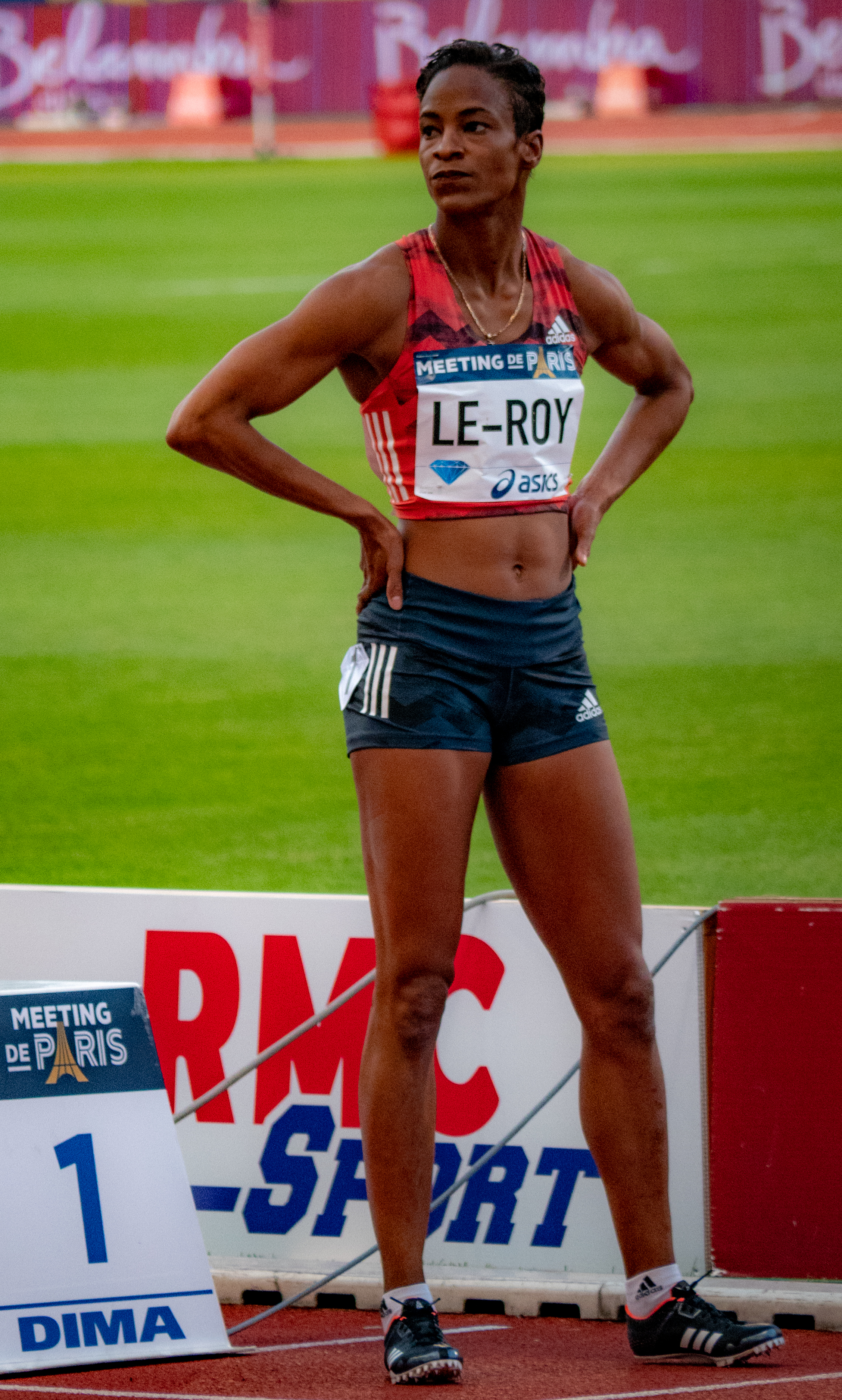
Anastasia Le-Roy Rang sechs in 52,26 s
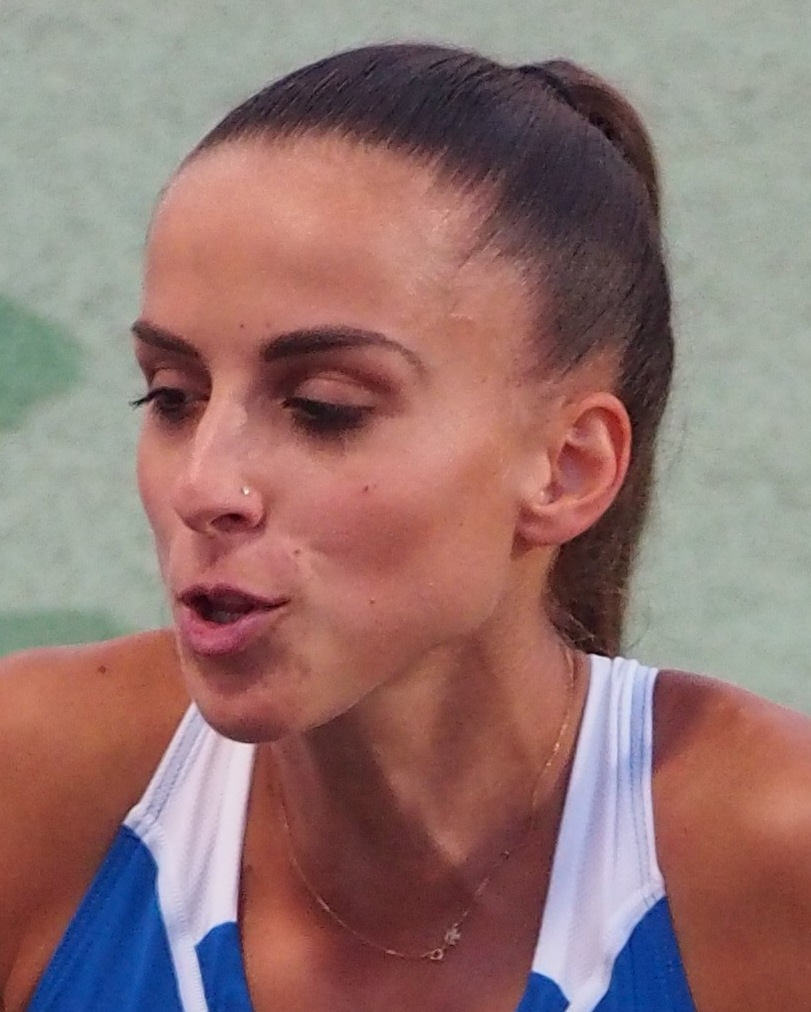
Irini Vasiliou Rang sieben in 52,31 s
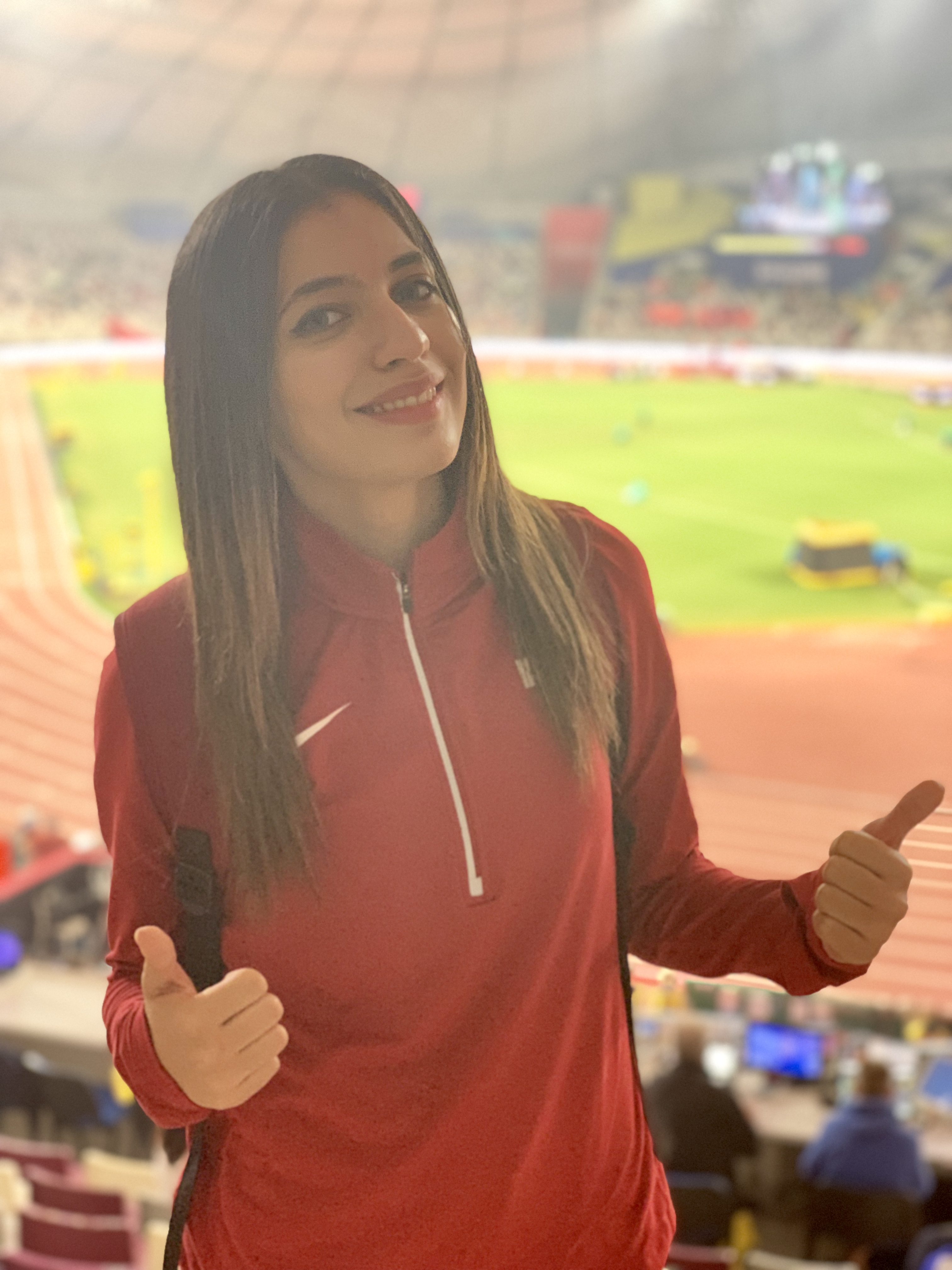
Kenza Sosse Rang acht in 1:06,76 min

### Lauf 6

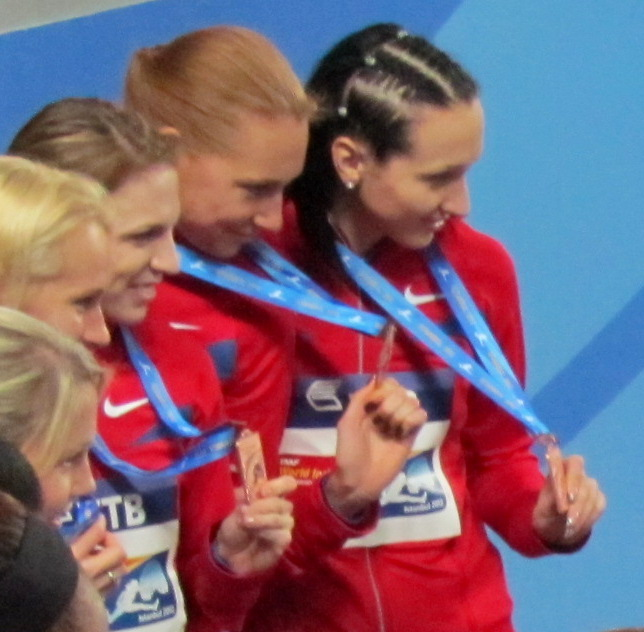
Xenija Aksjonowa (Dritte von rechts) – ausgeschieden als Vierte in 51,99 s
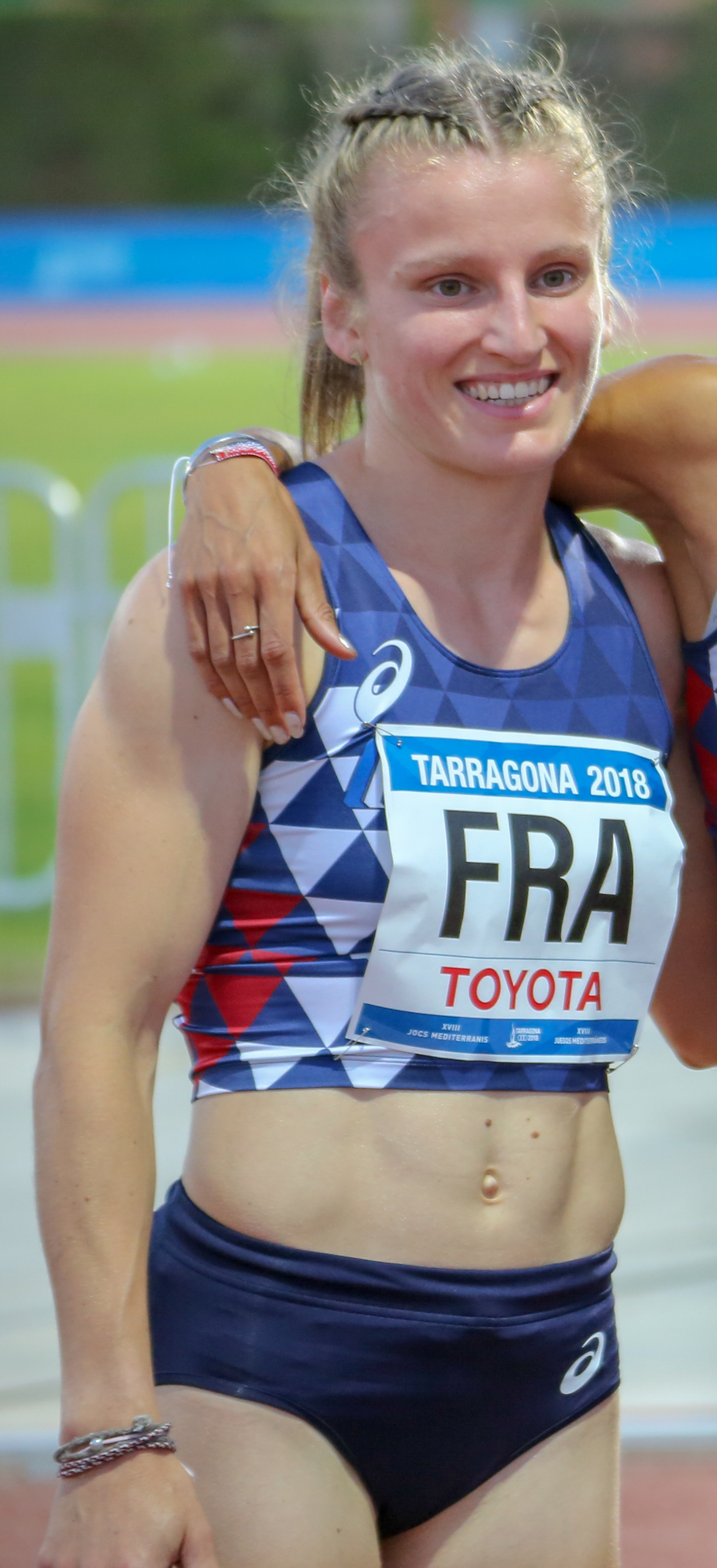
Amandine Brossier – ausgeschieden als Siebte in 52,81 s

30. September 2019, 19:00 Uhr Ortszeit (18:00 Uhr MESZ)
| Platz | Bahn | Athletin               | Land                        | Zeit    |
| ----- | ---- | ---------------------- | --------------------------- | ------- |
| 1     | 2    | Salwa Eid Naser        | Bahrain                     | 50,74 s |
| 2     | 8    | Justyna Święty-Ersetic | Polen                       | 51,34 s |
| 3     | 4    | Paola Morán            | Mexiko                      | 51,58 s |
| 4     | 5    | Xenija Aksjonowa       | Authorised Neutral Athletes | 51,99 s |
| 5     | 3    | Madeline Price         | Kanada                      | 52,24 s |
| 6     | 7    | Anjali Devi            | Indien                      | 52,33 s |
| 7     | 6    | Amandine Brossier      | Frankreich                  | 52,81 s |
| 8     | 9    | Aishath Himna Hassan   | Malediven                   | 59,91 s |

## Halbfinale
Aus den drei Halbfinalläufen qualifizierten sich die jeweils zwei Ersten jedes Laufes – hellblau unterlegt – und zusätzlich die zwei Zeitschnellsten – hellgrün unterlegt – für das Finale.

### Lauf 1

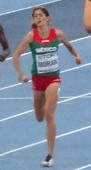
Paola Morán – ausgeschieden als Vierte in 51,08 s
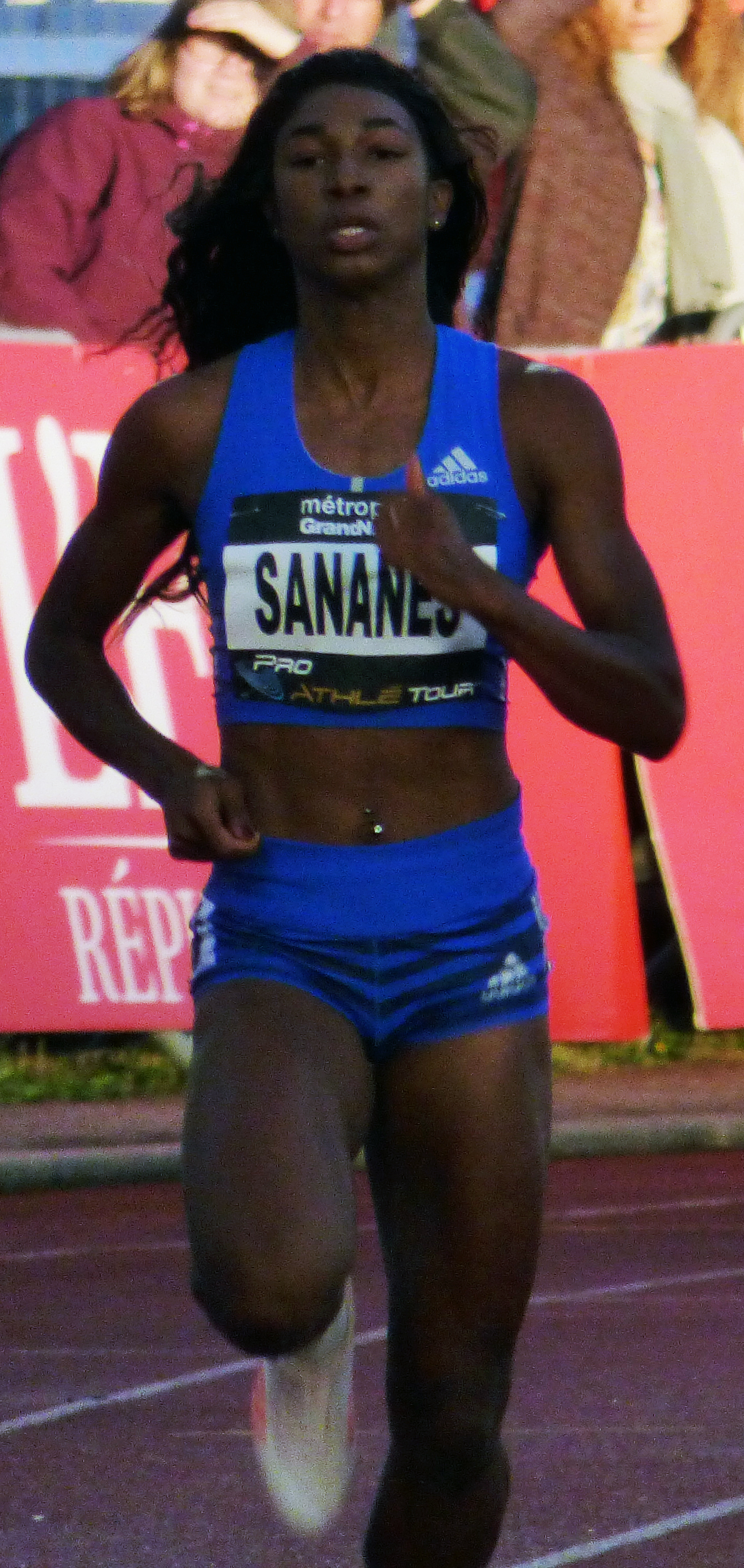
Déborah Sananes – ausgeschieden als Siebte in 52,24 s
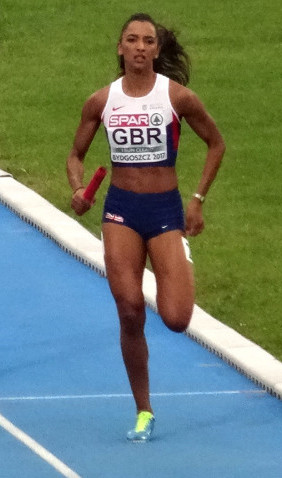
Laviai Nielsen – ausgeschieden als Achte in 52,94 s

1. Oktober 2019, 20:50 Uhr Ortszeit (19:50 Uhr MESZ)
| Platz | Bahn | Athletin             | Land           | Zeit       |
| ----- | ---- | -------------------- | -------------- | ---------- |
| 1     | 7    | Salwa Eid Naser      | Bahrain        | 49,79 s    |
| 2     | 5    | Phyllis Francis      | USA            | 50,22 s SB |
| 3     | 6    | Iga Baumgart-Witan   | Polen          | 51,02 s PB |
| 4     | 8    | Paola Morán          | Mexiko         | 51,08 s    |
| 5     | 3    | Aliyah Abrams        | Guyana         | 51,71 s    |
| 6     | 2    | Patience Okon George | Nigeria        | 51,89 s    |
| 7     | 4    | Déborah Sananes      | Frankreich     | 52,24 s    |
| 8     | 9    | Laviai Nielsen       | Großbritannien | 52,94 s    |

### Lauf 2
1. Oktober 2019, 21:00 Uhr Ortszeit (20:00 Uhr MESZ)
| Platz | Bahn | Athletin            | Land        | Zeit       |
| ----- | ---- | ------------------- | ----------- | ---------- |
| 1     | 6    | Shaunae Miller-Uibo | Bahamas     | 49,66 s    |
| 2     | 4    | Wadeline Jonathas   | USA         | 50,07 s PB |
| 3     | 7    | Shericka Jackson    | Jamaika     | 50,10 s    |
| 4     | 5    | Sada Williams       | Barbados    | 51,31 s PB |
| 5     | 2    | Lisanne de Witte    | Niederlande | 51,41 s    |
| 6     | 3    | Roxana Gómez        | Kuba        | 51,56 s    |
| 7     | 9    | Bendere Oboya       | Australien  | 51,58 s    |
| 8     | 8    | Lada Vondrová       | Tschechien  | 52,25 s    |

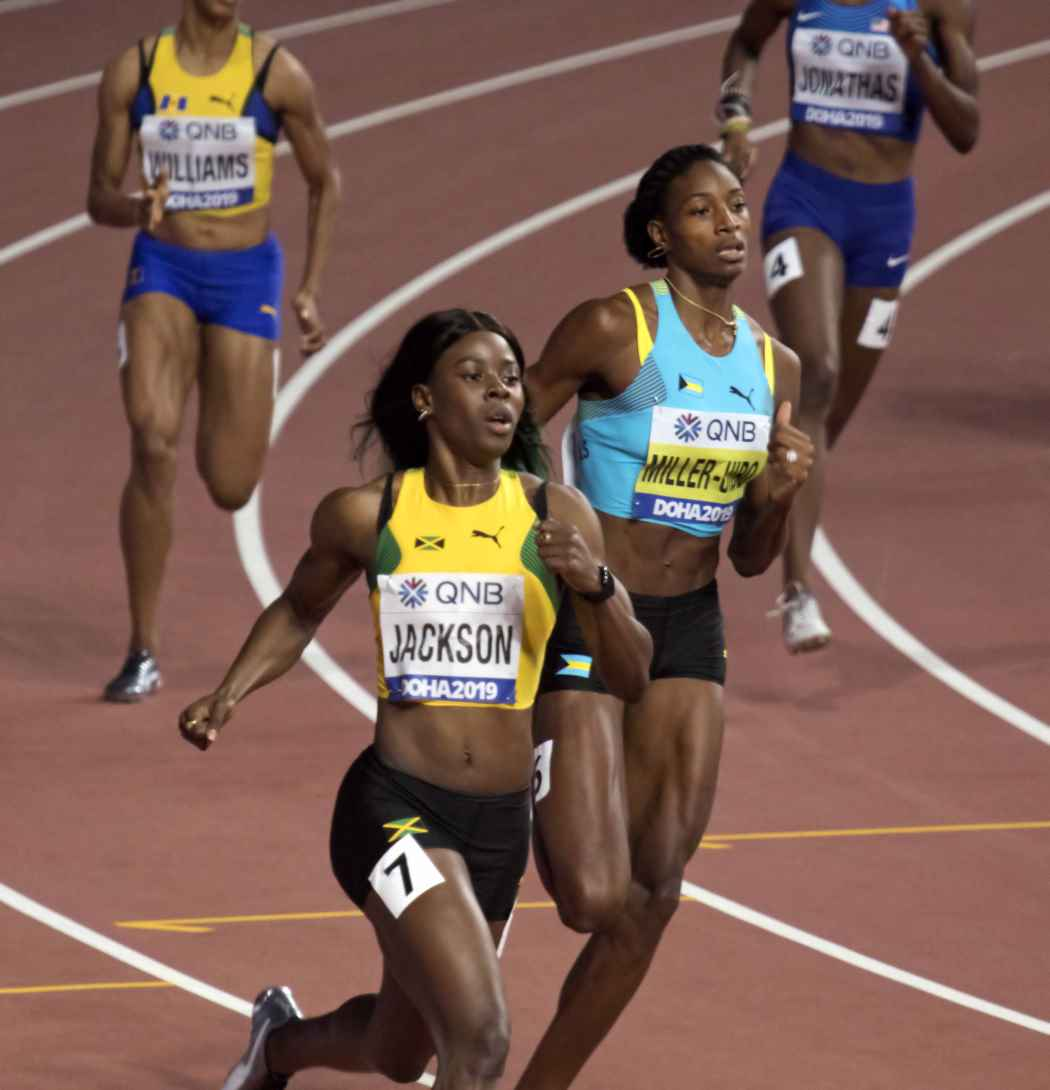
Die Läuferinnen des zweiten Halbfinals in der Zielkurve

Im zweiten Halbfinale ausgeschiedene Sprinterinnen:

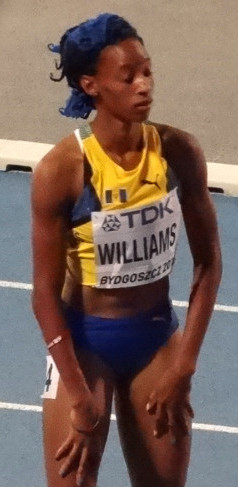
Sada Williams Rang vier in 51,31 s
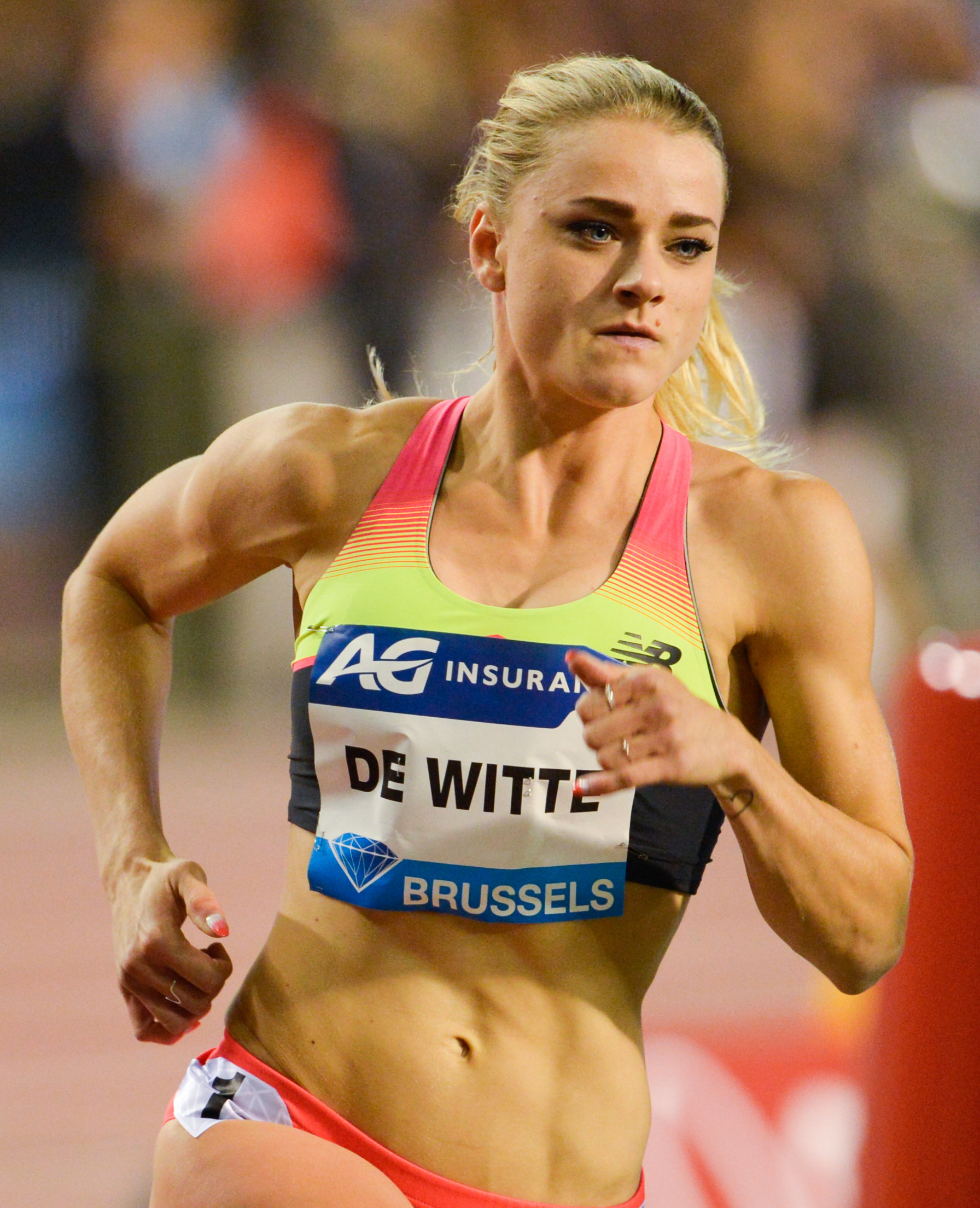
Lisanne de Witte Rang fünf in 51,41 s
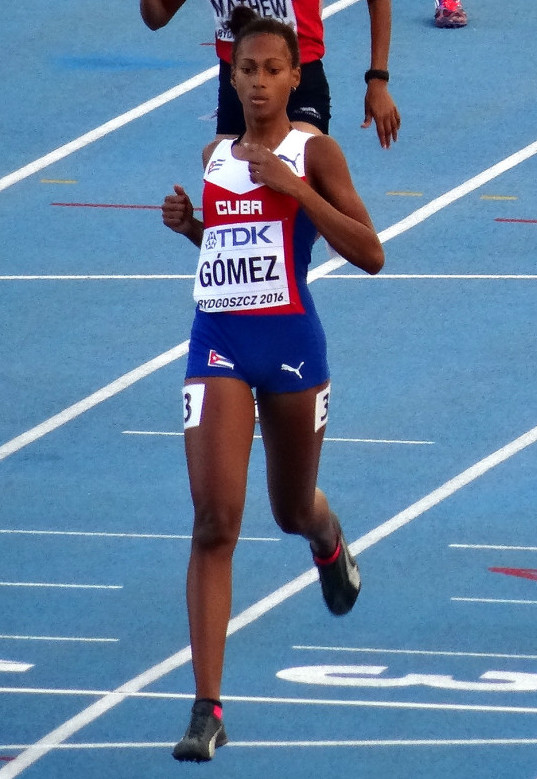
Roxana Gómez Rang sechs in 51,56 s

### Lauf 3
1. Oktober 2019, 21:10 Uhr Ortszeit (20:10 Uhr MESZ)
| Platz | Bahn | Athletin                | Land           | Zeit        |
| ----- | ---- | ----------------------- | -------------- | ----------- |
| 1     | 6    | Stephenie Ann McPherson | Jamaika        | 050,70 s SB |
| 2     | 5    | Justyna Święty-Ersetic  | Polen          | 050,96 s    |
| 3     | 3    | Kendall Ellis           | USA            | 051,58 s    |
| 4     | 2    | Emily Diamond           | Großbritannien | 051,62 s SB |
| 5     | 9    | Mary Moraa              | Kenia          | 052,11 s    |
| 6     | 8    | Favour Ofili            | Nigeria        | 052,58 s    |
| 7     | 7    | Shakima Wimbley         | USA            | 1:13,55 min |
|       | 4    | Galefele Moroko         | Botswana       | DNF         |

Im dritten Halbfinale ausgeschiedene Sprinterinnen:

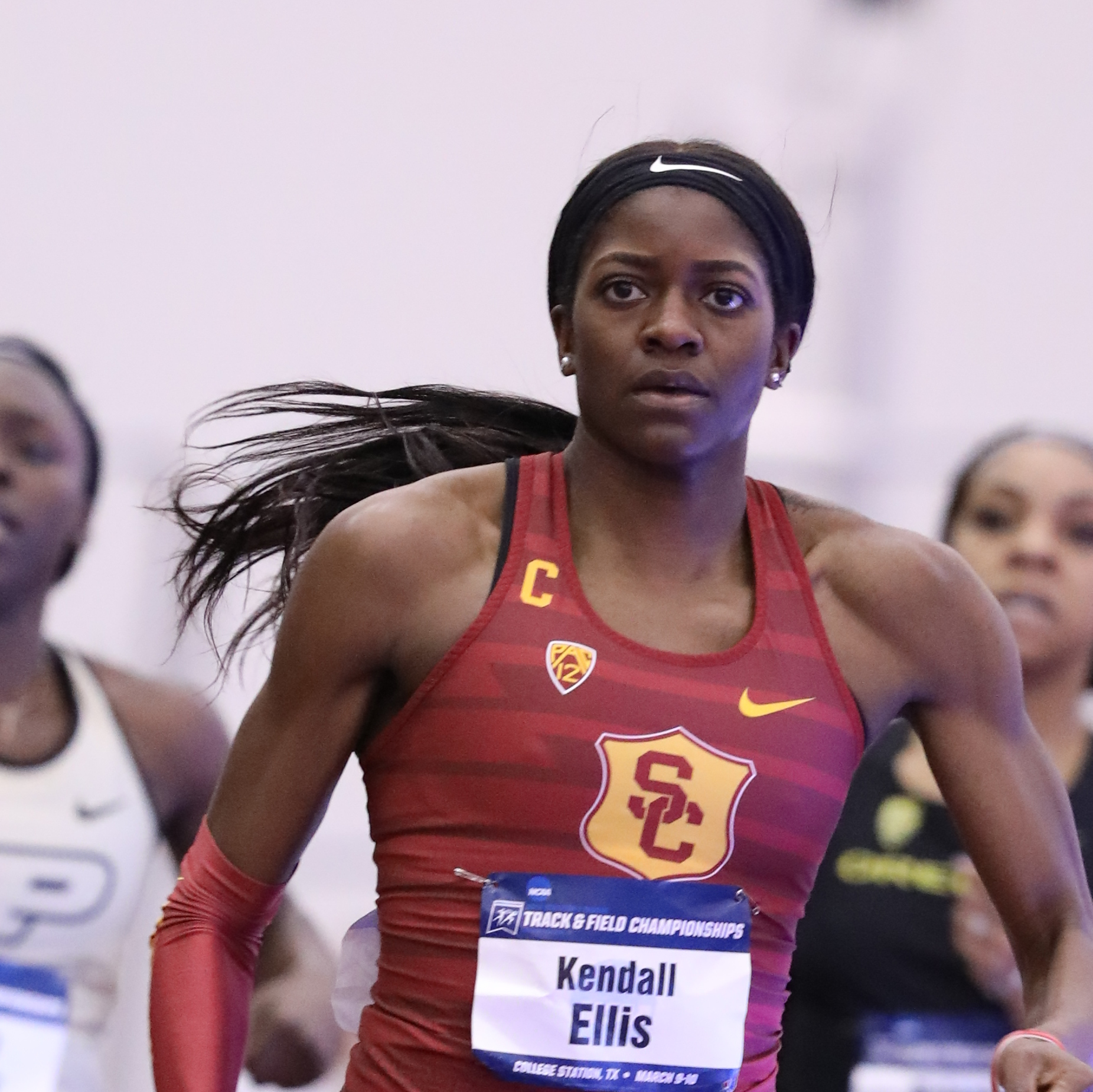
Kendall Ellis Rang drei in 51,58 s
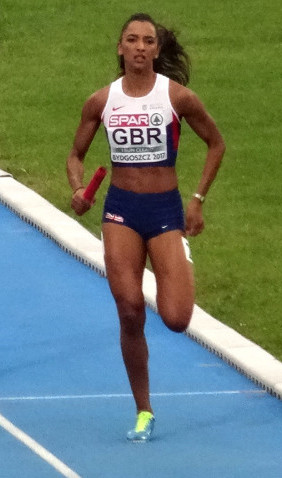
Emily Diamond (im Jahr 2017) Rang vier in 61,62 s
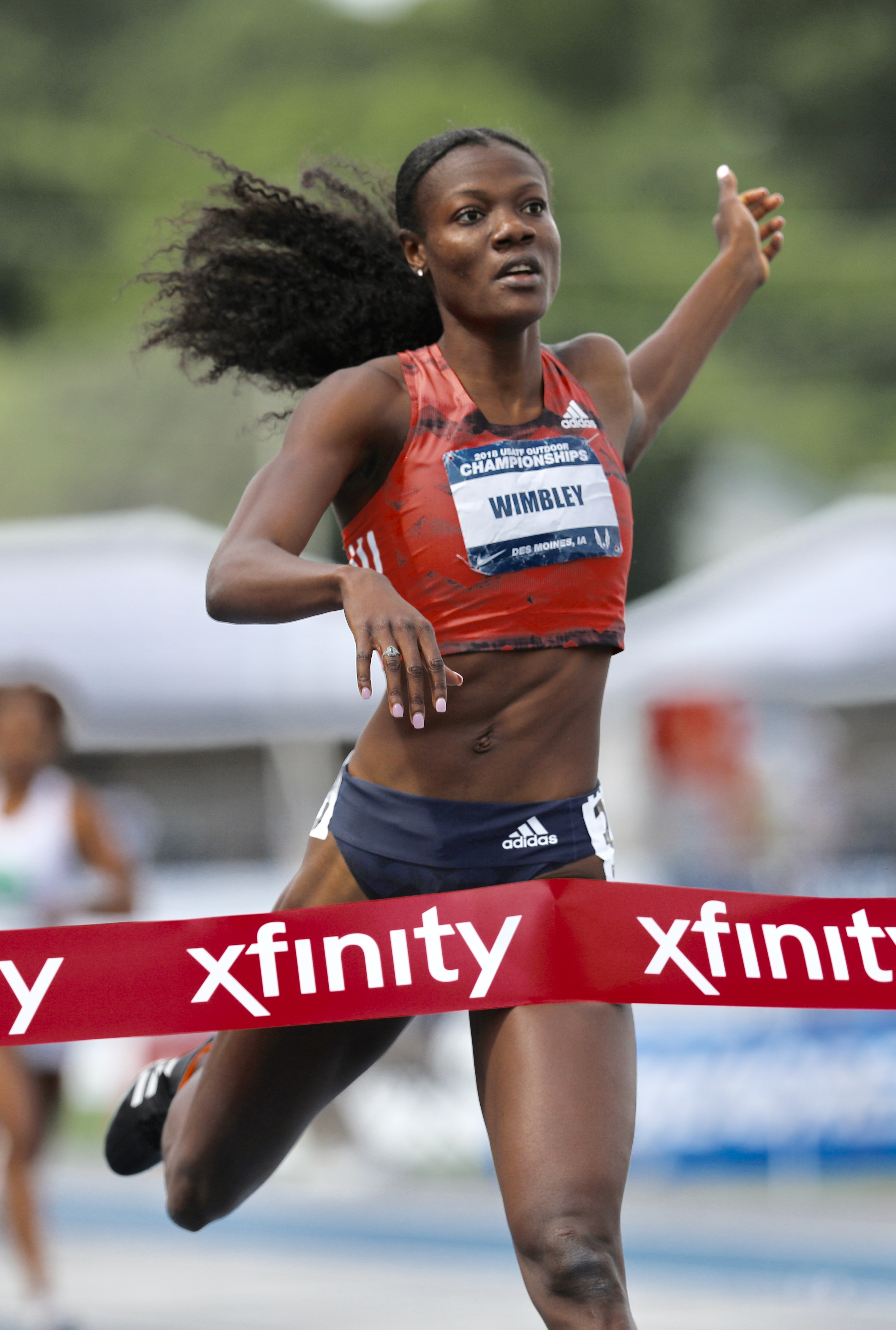
Shakima Wimbley Rang sieben in 1:13,55 min
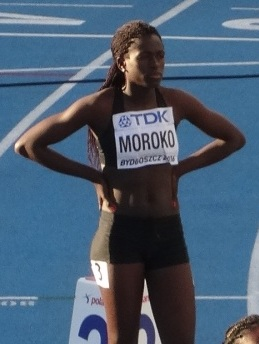
Galefele Moroko nicht im Ziel

## Finale

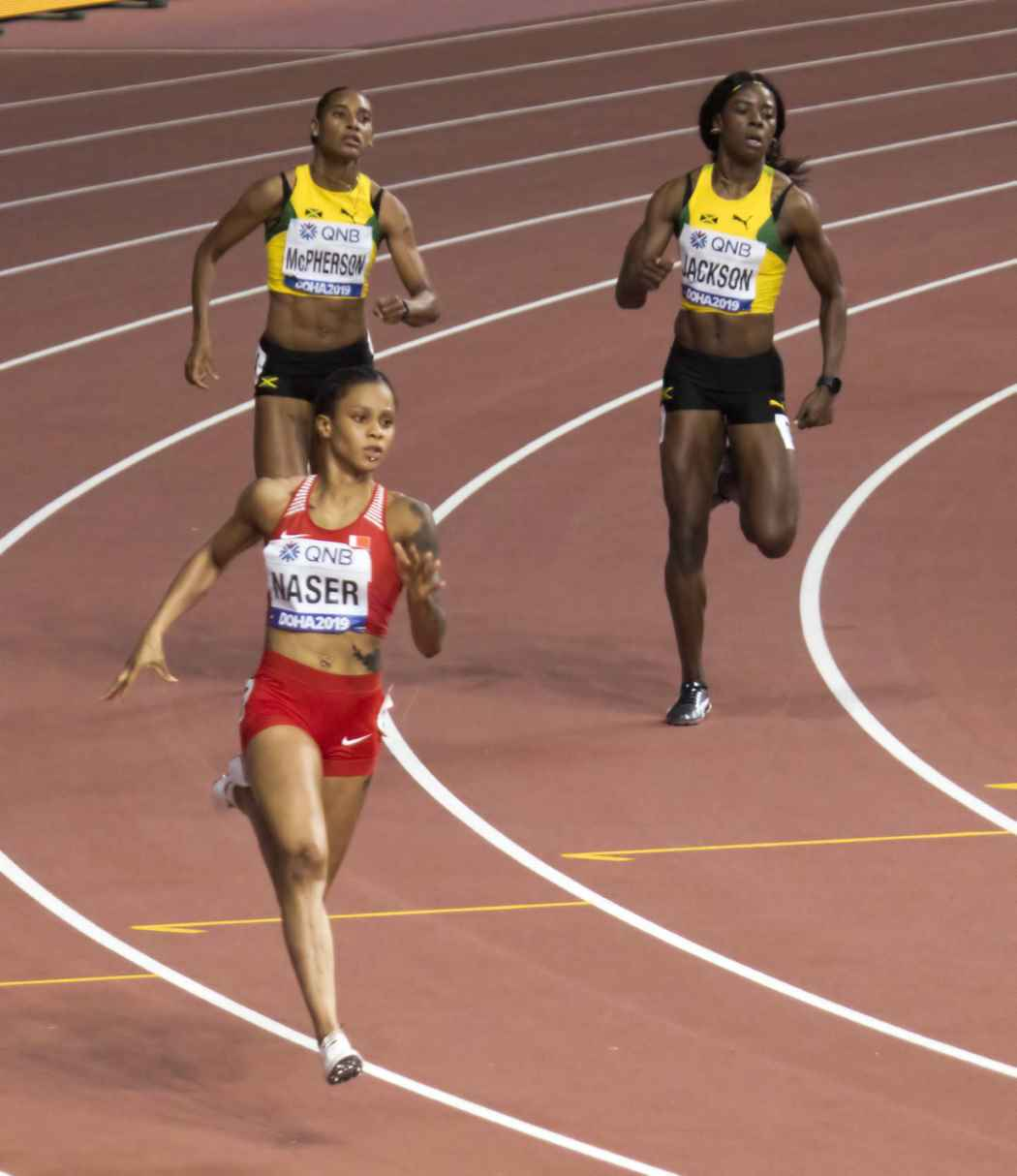
Finale ausgangs der Zielkurve (v. l. n. r.): Stephenie Ann McPherson, Salwa Eid Naser, Shericka Jackson

3. Oktober 2019, 23:50 Uhr Ortszeit (22:50 Uhr MESZ)
| Platz | Bahn | Athletin                | Land    | Zeit (s)    |
| ----- | ---- | ----------------------- | ------- | ----------- |
|       | 5    | Salwa Eid Naser         | Bahrain | 48,14 WL/AS |
|       | 7    | Shaunae Miller-Uibo     | Bahamas | 48,37 AS    |
|       | 3    | Shericka Jackson        | Jamaika | 49,47 PB    |
| 4     | 6    | Wadeline Jonathas       | USA     | 49,60 PB    |
| 5     | 8    | Phyllis Francis         | USA     | 49,61 PB    |
| 6     | 4    | Stephenie Ann McPherson | Jamaika | 50,89       |
| 7     | 9    | Justyna Święty-Ersetic  | Polen   | 50,95       |
| 8     | 2    | Iga Baumgart-Witan      | Polen   | 51,29       |

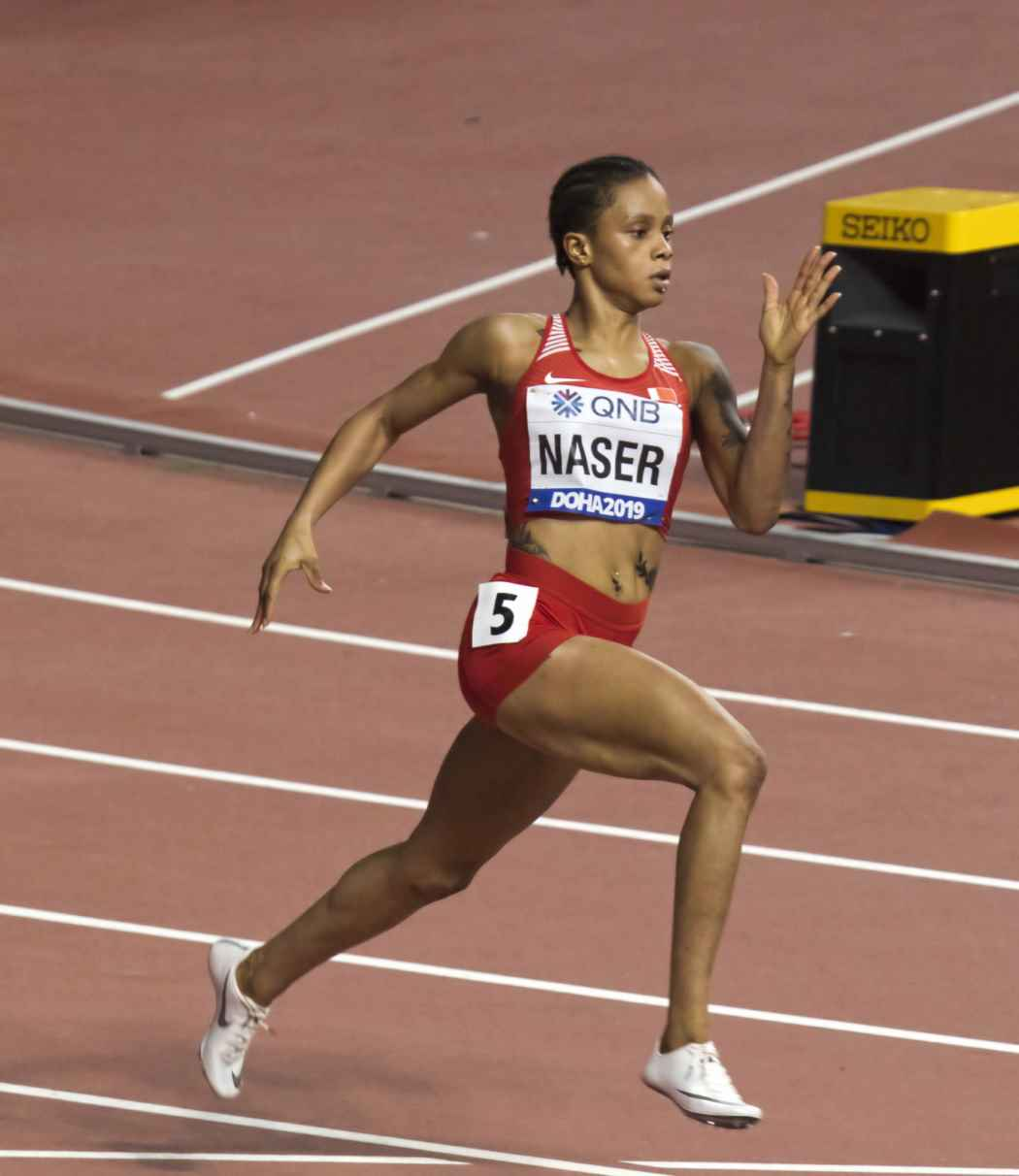
Salwa Eid Naser – Weltmeisterin mit Weltjahresbestleistung und Asienrekord
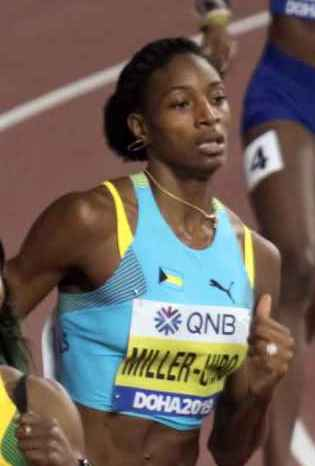
Vizeweltmeisterin Shaunae Miller-Uibo
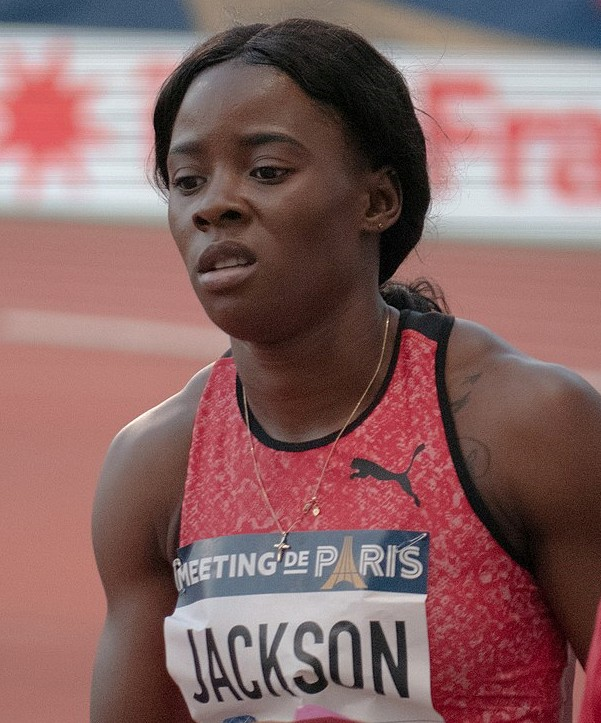
Bronzemedaillengewinnerin Shericka Jackson
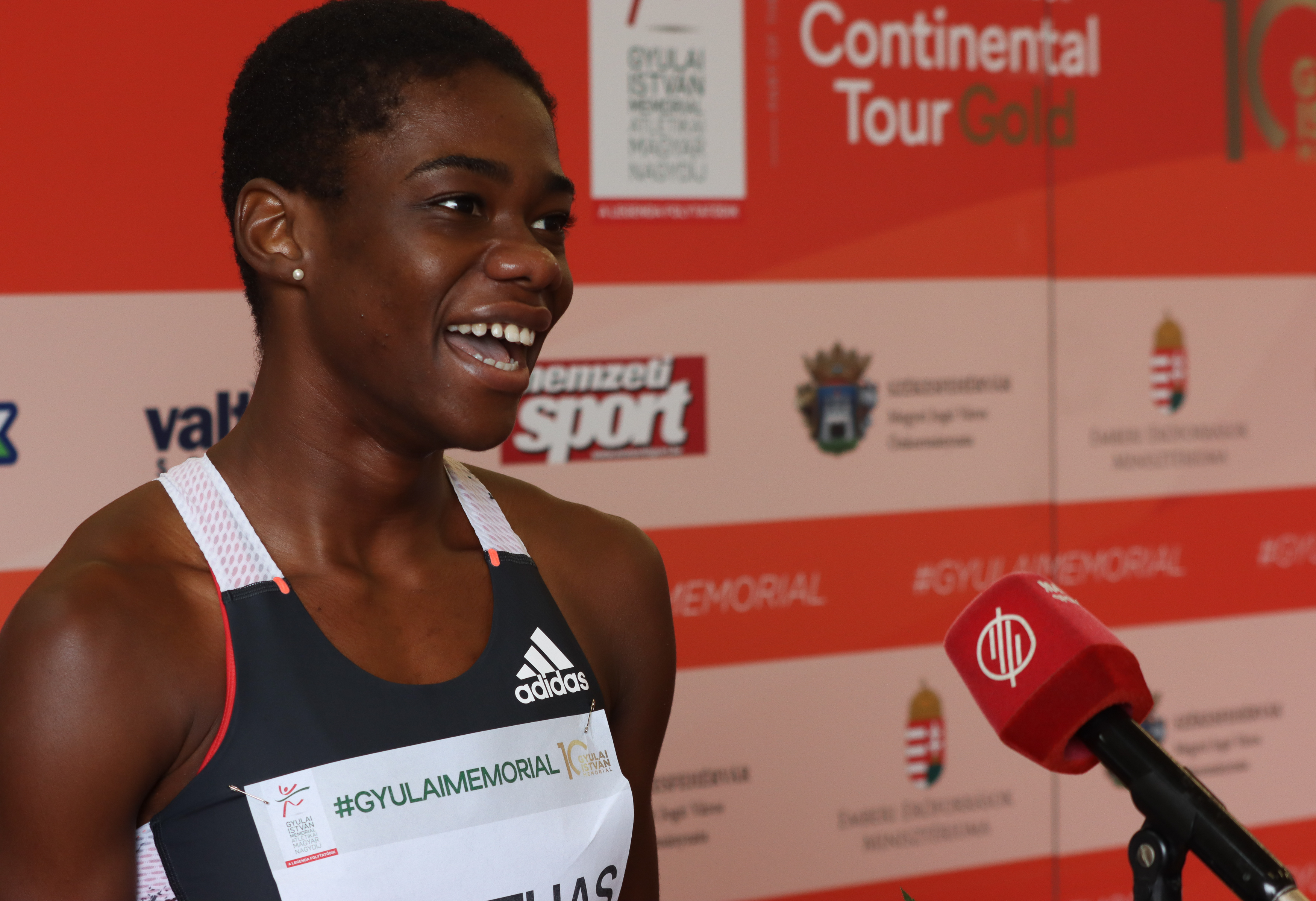
Wadeline Jonathas belegte Rang vier
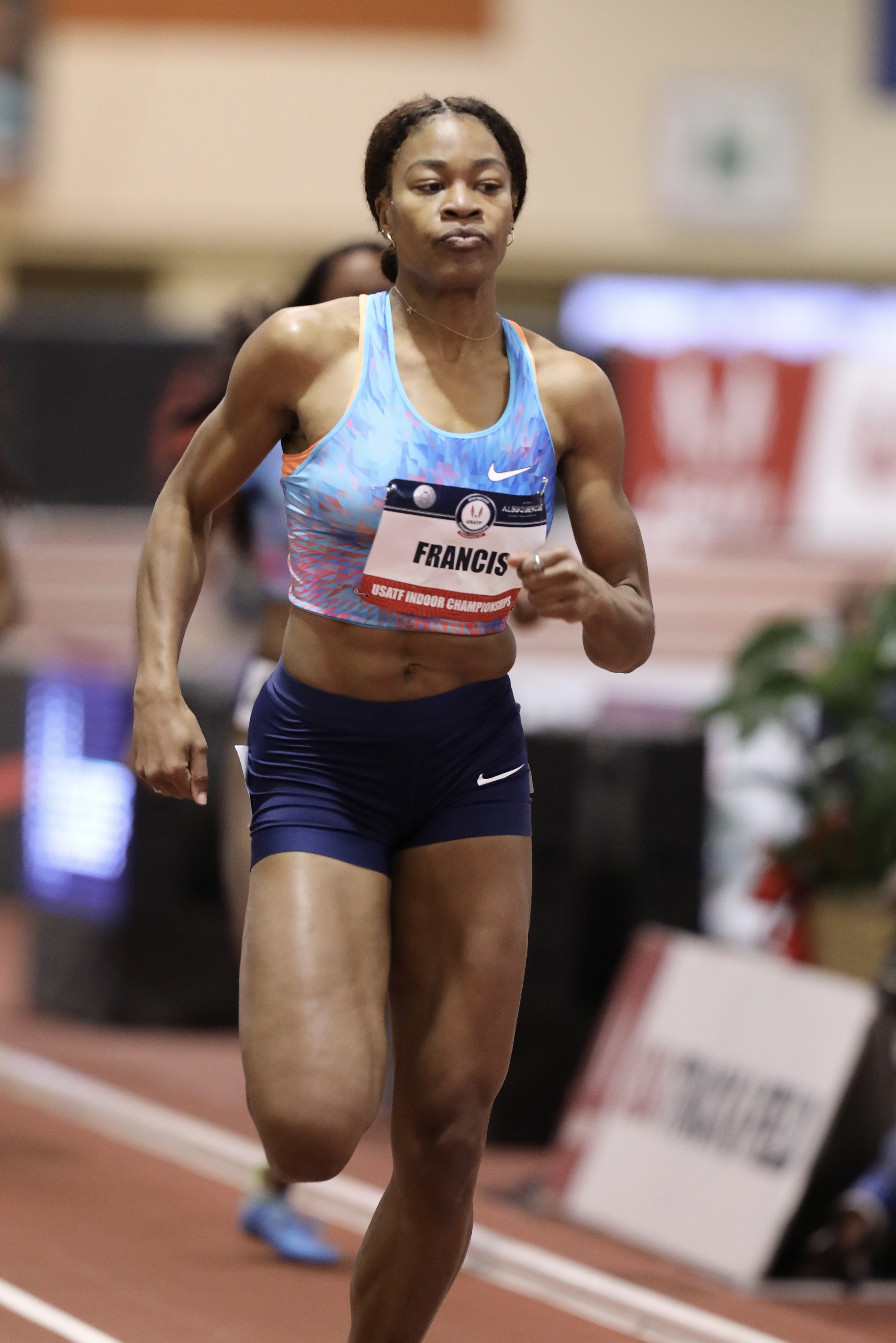
Die fünftplatzierte Phyllis Francis
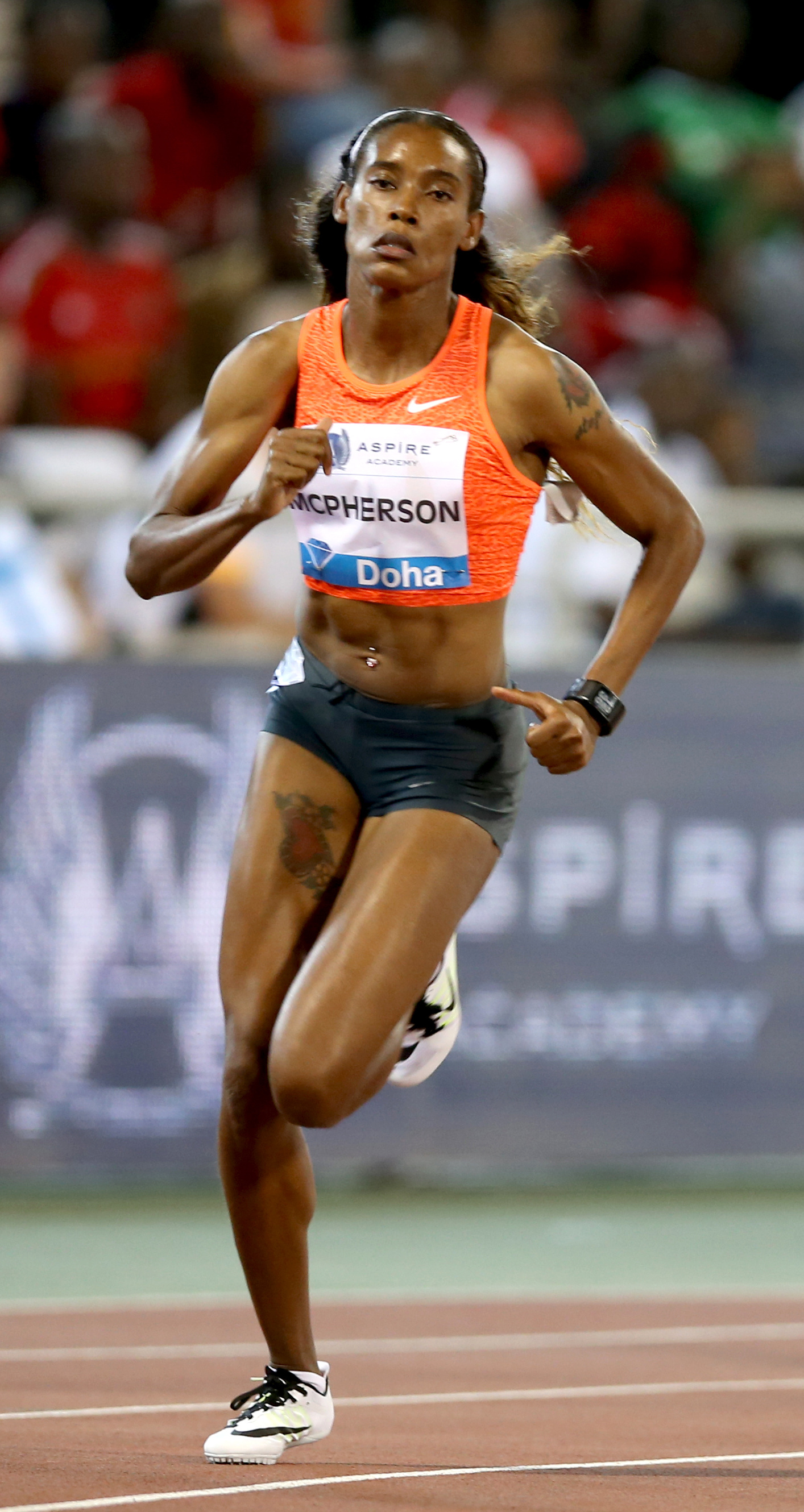
Stephenie Ann McPherson kam auf den sechsten Platz

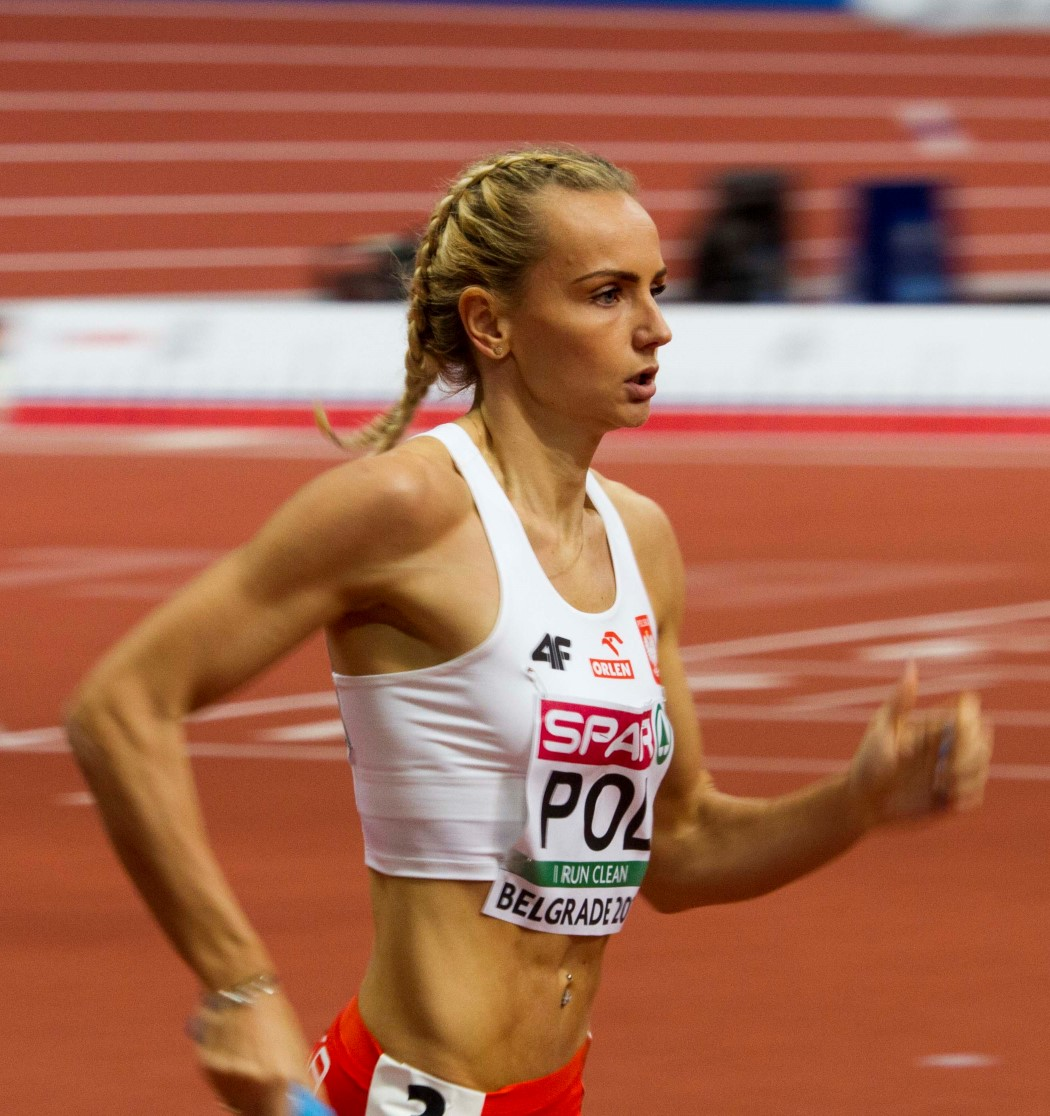
Rang sieben für Justyna Święty-Ersetic
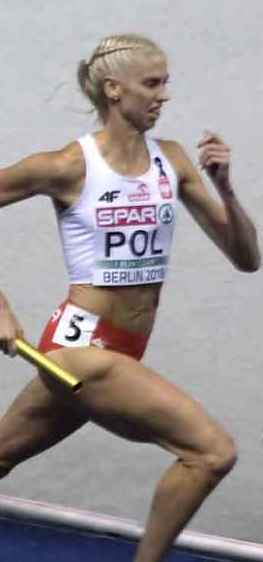
Iga Baumgart-Witan erreichte das Ziel als Achte

## Videolinks
- Women's 400m Final | World Athletics Championships, youtube.com, abgerufen am 19. März 2021
- Women's 400m Semi-Finals | World Athletics Championships Doha 2019, youtube.com, abgerufen am 19. März 2021